# 楊次山
楊次山（1138年—1219年12月29日），表字仲甫，祖籍開封，南宋大臣，宋寧宗恭聖皇后楊妹子之族兄。
曾祖楊全在靖康末年捍衛開封殉難，楊次山以門廕補官，仕官東南，以上虞為家。楊次山外表魁偉，少好學能文，補右學生；當時宁宗妃子杨妹子不知自己出身，於是與楊次山聯宗，稱楊次山為兄。杨妹子受職宮中，楊次山遂霑恩得官，積階至武德郎。
杨妹子升為貴妃，累遷帶御器械、知閤門事、吉州刺史、提舉佑神觀。杨妹子受冊封為皇后，除楊次山福州觀察使，尋拜岳陽節度使。楊皇后拜謁家廟，楊次山加太尉。
韓侂冑伏誅，楊次山有功，加開府儀同三司。尋進少保，封永陽郡王。南郊祭天後，加少傅，充萬壽觀使。致仕，加太保，授安德軍、昭慶軍節度使，改封會稽郡王。楊次山能夠避權勢，不預國事，時人稱賢。
嘉定十二年（1219年）十一月癸丑卒，享年81歲，贈太師，追封冀王，諡惠節。

## 家庭
曾祖：楊全
妹：楊皇后
子：
- 楊谷
- 楊石

玄孫女即宋度宗楊淑妃，宋端宗趙昰和晉國公主之生母，江日新之外母。

## 影視作品
| 演員          | 影視作品             | 角色   |
| 李國麟 (演員) | 《造王者》（2012年） | 杨次山 |

## 延伸阅读
[在维基数据编辑]
 《宋史·卷465》，出自脱脱《宋史》